# إرنست بلوخ
إرنست سيمون بلوخ (بالألمانية: Ernst Bloch)‏ (8 يوليو 1885 – 4 أغسطس 1977) فيلسوف ماركسي ألماني.
تأثر بلوخ بكل من هيجل وماركس. كان كذلك مهتماً بالموسيقا (بشكل خاص جوستاف مهلر) والفن (خاصةً التعبيرية). أنشأ صداقات مع جورج لوكاش، برتولت بريشت، كورت ويل وثيودور أدورنو. ركز عمل بلوخ على مفهوم عالم الإنسان اليوتوبي حيث ينتفي الاضطهاد والاستغلال، وهو ما سيكون دائماً قوة ثورية مؤدلجة.

## حياته
ولد بلوخ في لودفيغتشافين من أب يهودي موظف في السكة الحديدية. بعد دراسة الفلسفة تزوج من إليس فون سترايتزكي، ابنة صانع جعة بلطيقي في العام 1913، توفي في العام 1921. زواجه الثاني كان من ليندا أوبينهايمر استمر بضع سنوات فقط. زواجه الثالث كان من كارولا بيوتروسكا، مهندسة بولونية، التي تزوجها في فيينا في عام 1934. عندما حصل النازيون على السلطة كان عليه الهرب، أولاً إلى سويسرا، ثم النمسا، فرنسا، تشيكوسلوفاكيا، وأخيراً إلى الولايات المتحدة. عاد بلوخ إلى في عام 1949 وحصل على كرسي الفلسفة في جامعة لايبزيغ. عندما بني جدار برلين في 1961، لم يعد بلوخ إلى بل غادر إلى توبنغن في ألمانيا الغربية حيث حصل على الكرسي الفخري للفلسفة. بقي هناك حتى مات في 1977.
عمل بلوخ كان قد أصبح مؤثراً للغاية في سياق الحركات الاحتجاجية الطلابية في 1968 وفي الثيولوجيا التحررية. حيث اعتبر عمله ذاك ذو تأثير مفتاحي هام من قبل إرنستو بالدوتشي وجورجين مولتمان في كتابه «ثيولوجيا الأمل».

## مؤلفاته
كتاب بلوخ «مبدأ الأمل» كان قد كُتب خلال هجرته إلى الولايات المتحدة حيث عاش في نيو هامشاير قبل أن يستقر في كامبريدج، ماساشوسيتس. كتاب بلوخ مكون من ثلاثة مجلدات مطولة يوجد في قاعة القراءة في مكتبة جامعة هارفرد. كان بلوخ في الأصل قد قرر نشره تحت عنوان «أحلام حياة أفضل».
يحاول «مبدأ الأمل» تقديم حساب موسوعي شامل حول اتجاهات الجنس البشري والطبيعة بالنسبة للتقدم الاجتماعي والتكنولوجي المستقبلي.

### كتب
1. روح اليوتوبيا، 1918.
2. توماس مونتسر لاهوتي الثورة، 1921.
3. آثار، 1930.
4. إرث هذا الزمن، 1935.
5. الحرية والنظام، 1947.
6. ذات-موضوع، 1949.
7. كريستيان توماسيوس، 1949.
8. ابن سينا واليسار الأرسطي، 1949.
9. مبدأ الأمل (3 مجلدات)، 1938–1947.
10. القانون الطبيعي والكرامة الإنسانية، 1961.
11. مقدمة توبنغن في الفلسفة، 1963.
12. الدين في التراث، 1959–1966.
13. الإلحاد في المسيحية، 1968.
14. القياسات السياسية، الطاعون، ما قبل آذار، 1970.
15. مشكلة المادية، تاريخها وماهيتها، 1972.

## روابط خارجية
- إرنست بلوخ على موقع الموسوعة البريطانية (الإنجليزية)
- إرنست بلوخ على موقع مونزينجر (الألمانية)
- إرنست بلوخ على موقع ميوزك برينز (الإنجليزية)
- إرنست بلوخ على موقع إن إن دي بي (الإنجليزية)
- إرنست بلوخ على موقع ديسكوغز (الإنجليزية)